# Alcyonium
Genre
Alcyonium (les alcyons) est un genre d'anthozoaires de la famille des Alcyoniidae. Ce sont des « coraux mous ».

## Liste d'espèces

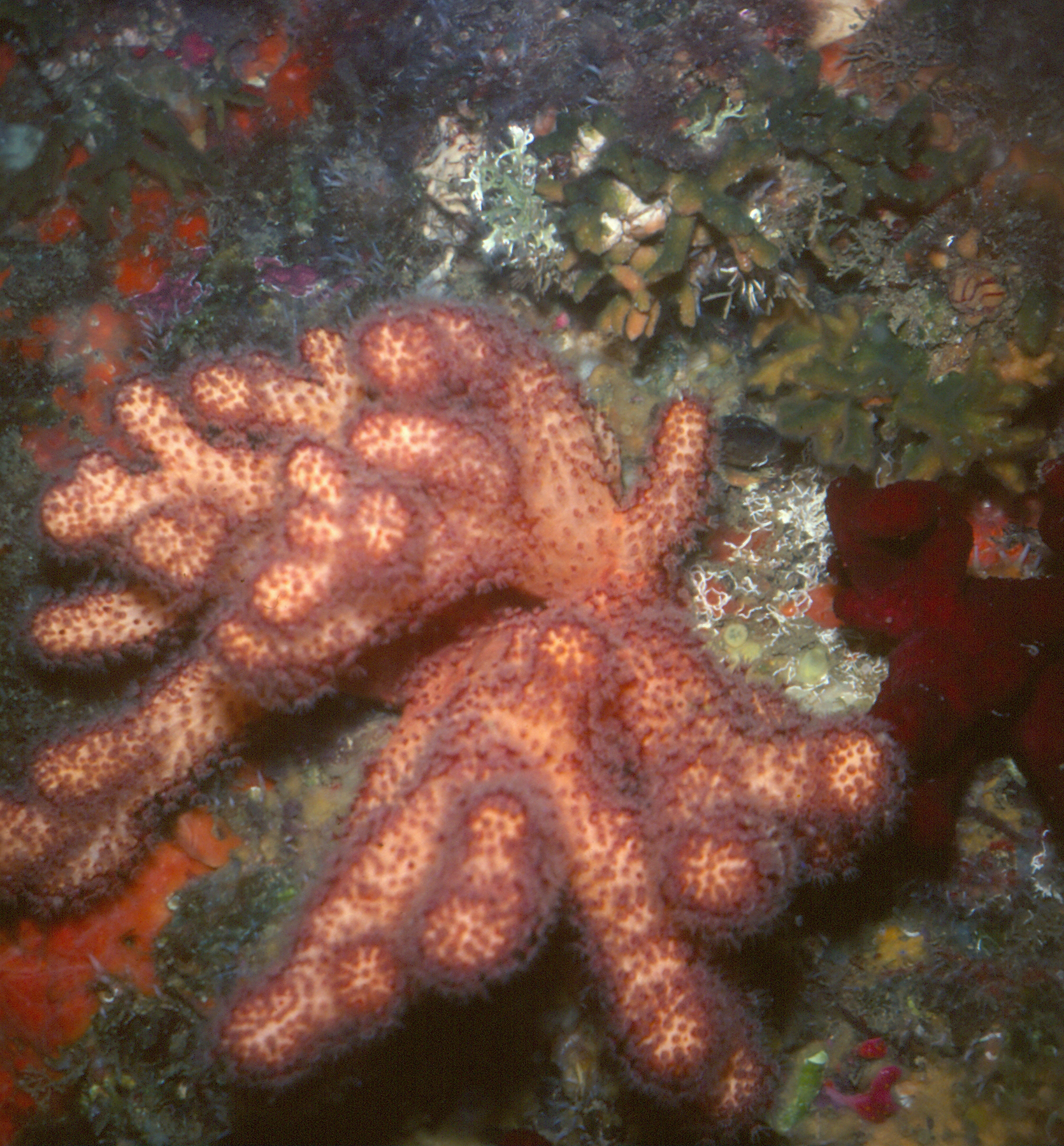
Alcyonium acaule.

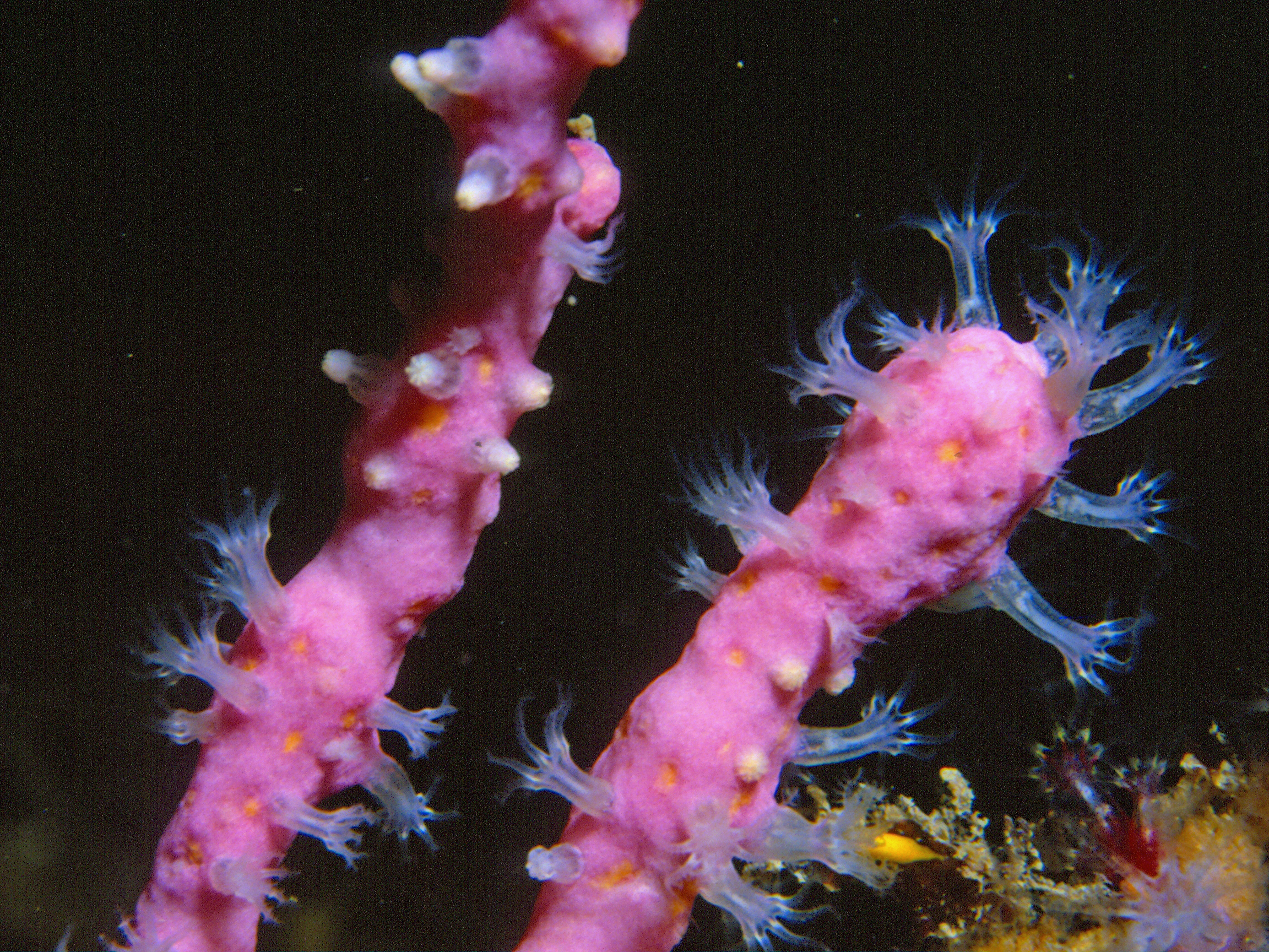
Alcyonium coralloides (variété rose).

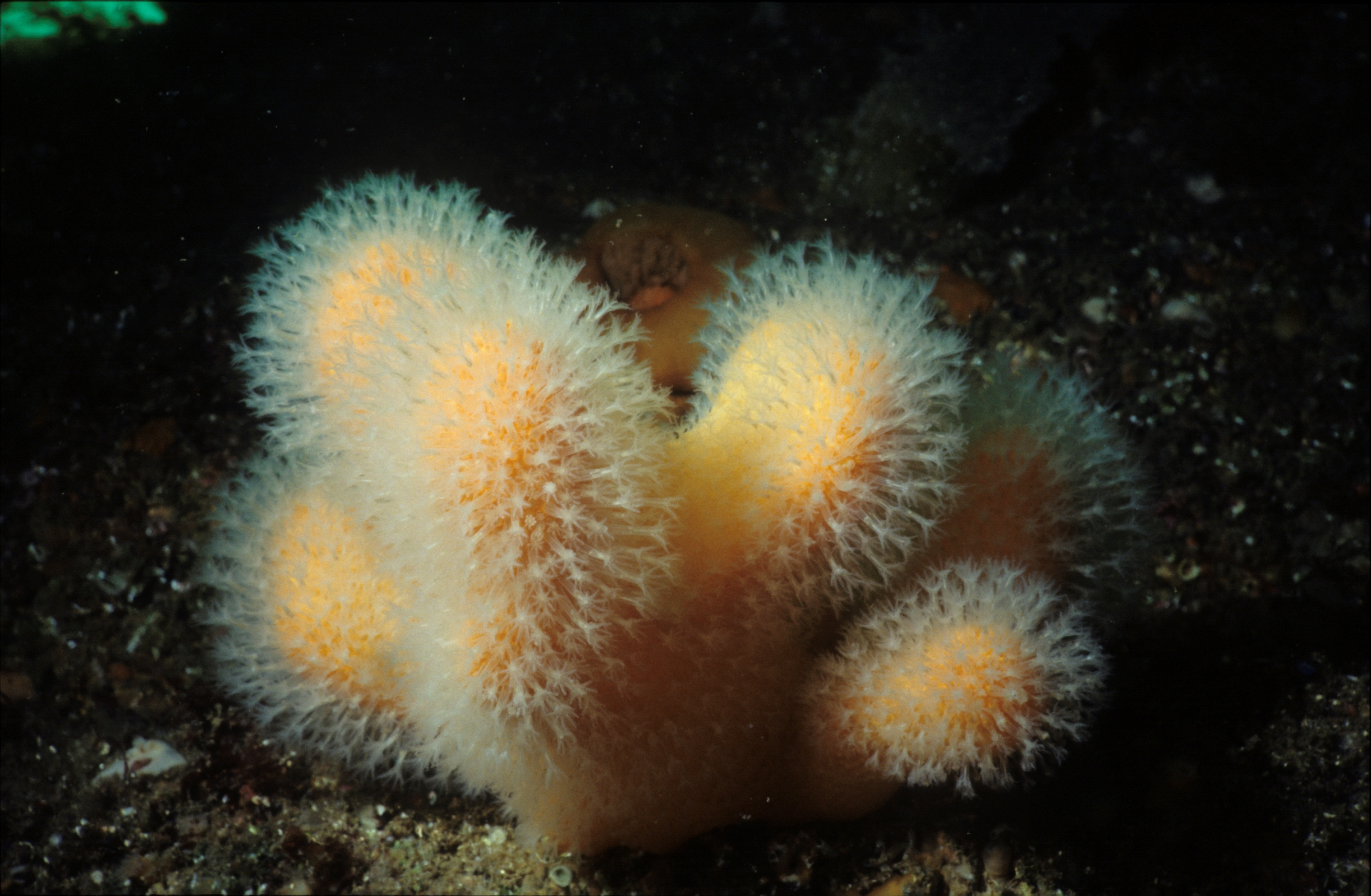
Alcyonium digitatum.

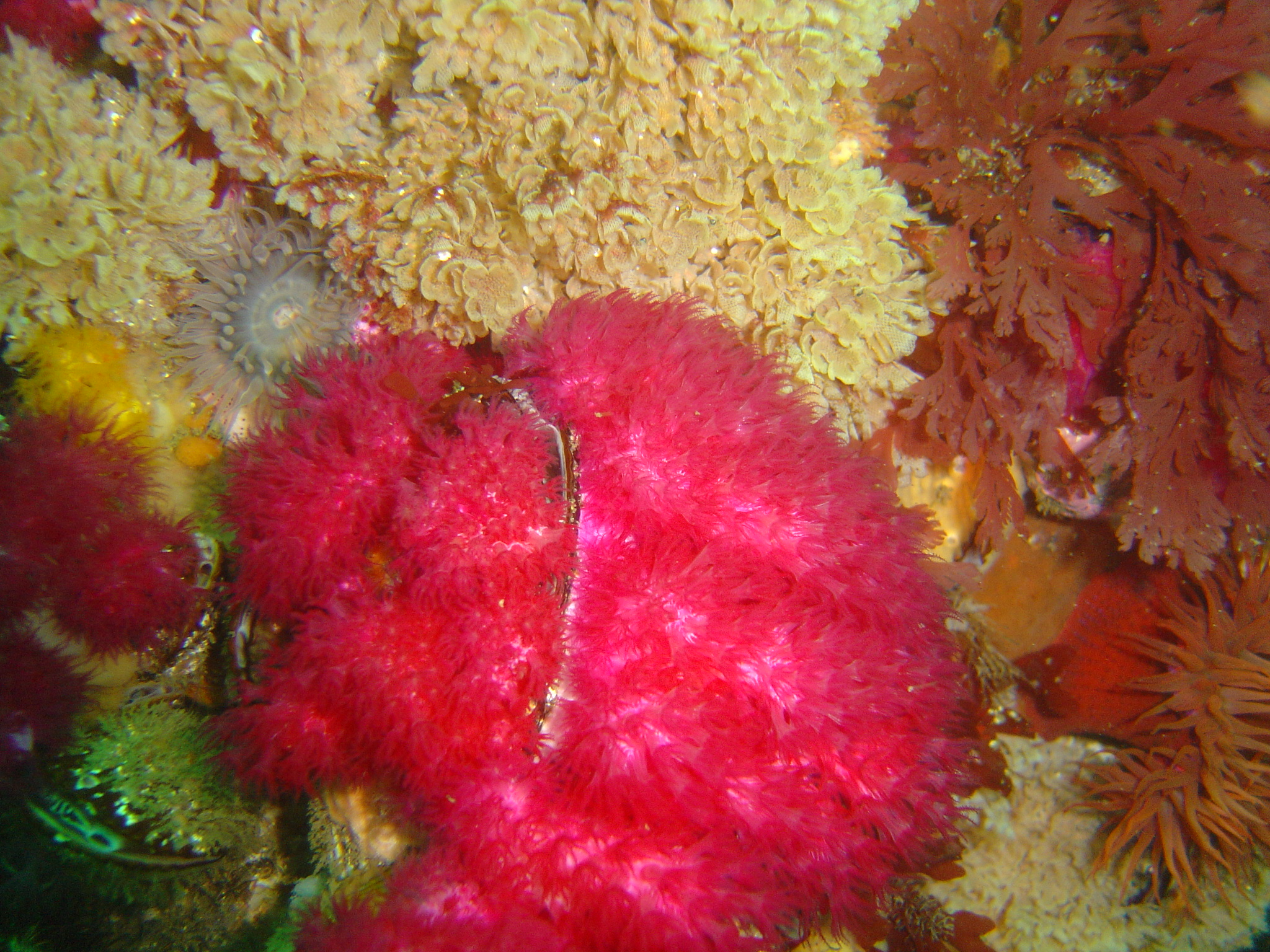
Alcyonium fauri.

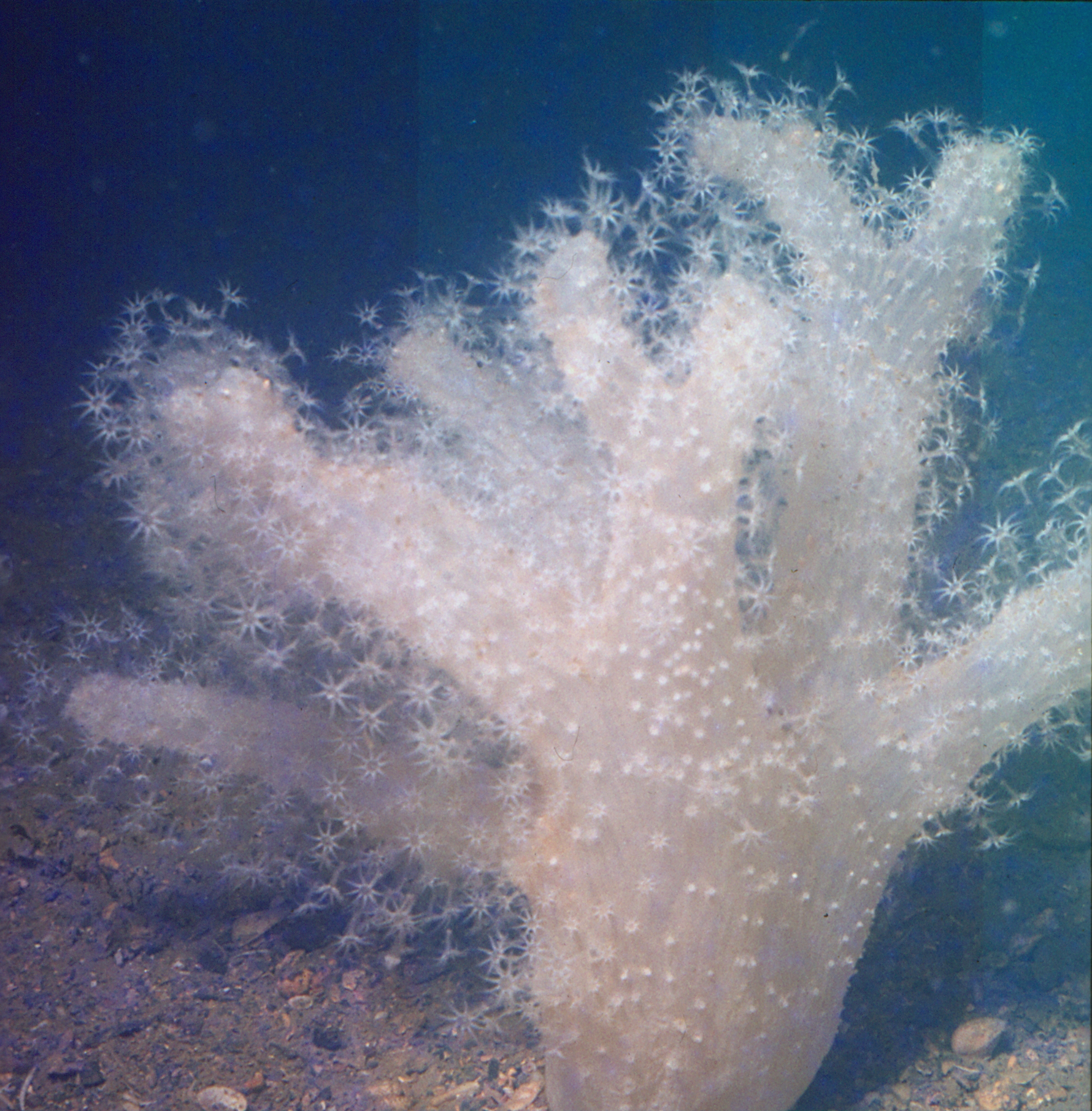
Alcyonium palmatum (var. blanche).

| Selon World Register of Marine Species (10 août 2023) : - Alcyonium acaule Marion, 1878 - Alcyonium antarcticum Wright & Studer, 1889 - Alcyonium aspiculatum Tixier-Durivault, 1955 - Alcyonium bocagei (Saville-Kent, 1870) - Alcyonium bosphorense Tixier-Durivault, 1961 - Alcyonium burmedju Sampaio, Stokvis & van Ofwegen, 2016 - Alcyonium catalai Tixier-Durivault, 1970 - Alcyonium ceylonense May, 1899 - Alcyonium clavatum Studer, 1890 - Alcyonium compactofestucum Verseveldt & van Ofwegen, 1992 - Alcyonium compressumum Studer, 1901 - Alcyonium coralloides (Pallas, 1766) - Alcyonium cydonium Linnaeus, 1767 sensu Esper, 1829 - Alcyonium dendroides Thomson & Dean, 1931 - Alcyonium digitatum Linnaeus, 1758 - Alcyonium dolium McFadden & van Ofwegen, 2017 - Alcyonium elegans (Kükenthal, 1902) - Alcyonium etheridgei Thomson & Mackinnon, 1911 - Alcyonium fauri Studer, 1910 - Alcyonium foliatum J. S. Thomson, 1921 - Alcyonium glaciophilum van Ofwegen, Häussermann & Försterra, 2007 - Alcyonium glomeratum (Hassal, 1843) - Alcyonium grandis Casas, Ramil & van Ofwegen, 1997 - Alcyonium graniferum Tixier-Durivault & d'Hondt, 1974 - Alcyonium haddoni Wright & Studer, 1889 - Alcyonium hibernicum (Renouf, 1931) - Alcyonium jorgei van Ofwegen, Häussermann & Försterra, 2007 - Alcyonium manusdiaboli Linnaeus, 1767 - Alcyonium maristenebrosi Stiasny, 1937 - Alcyonium megasclerum Stokvis & van Ofwegen, 2007 - Alcyonium membranaceum Kükenthal, 1906 - Alcyonium muricatum Yamada, 1950 - Alcyonium norvegicum (Koren & Danielssen, 1883) - Alcyonium novarae Kükenthal, 1906 - Alcyonium pacificum Yamada, 1950 - Alcyonium palmatum Pallas, 1766 - Alcyonium pasternaki Pallas, 1766 - Alcyonium patagonicum Molodtsova, 2013 - Alcyonium paucilobulatum Casas, Ramil & van Ofwegen, 1997 - Alcyonium profundum Stokvis & van Ofwegen, 2007 - Alcyonium repens Stiasny, 1941 - Alcyonium reptans Kükenthal, 1906 - Alcyonium robustum Utinomi, 1976 - Alcyonium roseum (Tixier-Durivault, 1954) - Alcyonium senegalense Verseveldt & van Ofwegen, 1992 - Alcyonium siderium Verrill, 1922 - Alcyonium sollasi Wright & Studer, 1889 - Alcyonium southgeorgiensis Casas, Ramil & van Ofwegen, 1997 - Alcyonium spitzbergense Verseveldt & van Ofwegen, 1992 - Alcyonium spongiosum Esper, 1829 - Alcyonium studeri (J.S. Thomson, 1910) - Alcyonium submurale Ridley, 1883 - Alcyonium variabile (J.S. Thomson, 1921) - Alcyonium varum McFadden & Ofwegen, 2013 - Alcyonium verseveldti Benayahu, 1982 - Alcyonium yepayek van Ofwegen, Häussermann & Försterra, 2007 | Selon ITIS (1 sept. 2011) : - Alcyonium aurantiacum Quoy & Gaimard, 1834 - Alcyonium digitatum Linnaeus, 1758 - Alcyonium glomeratum - Alcyonium palmatum Pallas, 1766 - Alcyonium rudyi Verseveldt & van Ofwegen, 1992 - Alcyonium sidereum Verrill, 1922 Selon NCBI (1 sept. 2011) : - Alcyonium acaule - Alcyonium aurantiacum - Alcyonium bocagei - Alcyonium coralloides - Alcyonium digitatum - Alcyonium glomeratum - Alcyonium gracillimum - Alcyonium haddoni - Alcyonium hibernicum - Alcyonium paessleri - Alcyonium palmatum - Alcyonium roseum - Alcyonium rudyi - Alcyonium siderium - Alcyonium valdiviae - Alcyonium variabile - Alcyonium verseveldti |